# Sebastian Francis
Sebastian Francis (Johor Bahru, 11 de noviembre de 1951) es un eclesiástico católico malasio, obispo de Penang, desde 2012.

## Biografía
Sebastian nació el 11 de noviembre de 1951, en la ciudad de Johor Bahru, que entonces formaba parte de la Federación Malaya. Sus abuelos habían emigrado a Malasia en la década de 1890 desde Ollur en el distrito de Thrissur, India.
Realizó su formación primaria en el St. Joseph’s Primary School (1954-1960), y luego en Montfort Secondary School en Singapur (1960-1964), y la secundaria de los Hermanos de San Gabriel, de 1964 a 1966. Al año siguiente, en 1967, se unió al Seminario Menor en Singapur.
Cursó los estudios eclesiásticos (1972-1976) en el College General, un seminario mayor en Penang. También enseñó como profesor en St. Theresa’s Secondary School en Sungai Petani de 1972 a 1973 y completó una pasantía Pastoral en la parroquia local de Christ the King.
Tras realizar estudios en la Universidad Angelicum (1981-1983), obtuvo una licenciatura en Teología dogmática. Tomó cursos de bahasa malasio en Kota Kinabalu, en Kuala Lumpur y en Indonesia.
También estudió en Maryknoll School of Theology en Nueva York, donde obtuvo la licenciatura en Justicia y Paz en 1991.
En 1992 completó un curso de Espiritualidad en Ashirvad, India. 

### Sacerdocio
Fue ordenado diácono en enero de 1977 en la Iglesia Immaculate Conception en Johor Bahru. Su ordenación sacerdotal fue el 28 de julio del mismo año, a manos del obispo James Chan; incardinándose en la diócesis de Malaca-Johor.
Como sacerdote desempeñó los siguientes ministerios:
- Vicario parroquial de St. Francis Xavier, en Malaca (1977-1980; 1984).
- Vicario parroquial de Immaculate Conception, en Johor Bahru (1981).
- Párroco de St. Thomas Canterbury, en Londres.
- Párroco de St. Francis Xavier en Nueva York.
- Miembro del Consejo asesor diocesano (1981-1984).[2]
- Profesor de Teología dogmática y director espiritual del College General; capellán universitario de Penang; administrador parroquial de la Immaculate Conception en Paulau Ticus y coordinador diocesano de Pastoral (1985-1988).[3]
- Capellán del movimiento Tamil Charismatic Renewal (1986-1990).
- Párroco de Sacred Herat en Queensland (1987-1988).[2]
- Párroco de St. Columbanus en Nueva York (1991).
- Formador y director espiritual del College General; capellán de la Basílica de Santa Ana en Bukit Mertajam, y de las parroquias St. Michael en Alor Setar y St. Francis de Sales en Setiawan (1991-1998).
- Director del Instituto Pastoral diocesano (1999-2008).
- Párroco de la Catedral de Malaca (1999-2004).
- Miembro del Peninsular Malaysia Pastoral Team (PMPT) y de la Junta diocesana de gestión de activos (1999-2012).

En diciembre de 2001, aceptada la renuncia del obispo James Chan, fue elegido por el Colegio de Consultores como administrador diocesano, cargo que ejerció hasta la posesión del nuevo obispo Paul Tan SJ en mayo de 2003.
- Vicario general diocesano (2003-2012).[2]
- Administrador diocesano di Melaka-Johor (2002-2003).
- Párroco de St. Louis, en Kluang (2004-2007).
- Párroco de la Immaculate Conception, en Paulau Ticus (2007-2011).
- Responsable diocesano de la formación de diáconos permanentes (2009-2012).[2]
- Párroco de Christ the King, en Kulai (2011-2012).[3]

### Episcopado
El 7 de julio de 2012, el papa Benedicto XVI lo nombró obispo de Penang. Fue consagrado el 20 de agosto del mismo año, en Church of St. Anne en Bukit Mertajam, a manos del arzobispo Murphy Pakiam.
- Vicepresidente (2015-2017) y presidente (2017-2023)[6] de la Conferencia Episcopal de Malasia, Singapur y Brunéi (BCMSB).
- Presidente de la Comisión de Liturgia de la Conferencia Episcopal y la Oficina de Comunicación Social (OSC)[7] de la Federación de las Conferencias Episcopales de Asia (FABC), desde 2023.
- Asesor episcopal de Charis Malaysia.

### Cardenalato
Fue creado cardenal por el papa Francisco durante el consistorio del 30 de septiembre del mismo año, con el titulus de cardenal presbítero de Santa María Causa de nuestra Alegría. Es el segundo cardenal malayo en la historia de la Iglesia, pero el primero como elector en el momento del nombramiento.
El 4 de octubre de 2023 fue nombrado miembro del Dicasterio para el Servicio del Desarrollo Humano Integral.

## Condecoraciones
En 2016, el Yang di-Pertua Negeri le otorgó el premio Darjah Setia Pangkuan Negeri, y el título de Datuk, así como el premio Darjah Gemilang Pangkuan Negeri y el título de Dato' Seri en 2021.

## Escudos de armas
|        |
| Obispo |

|          |
| Cardenal |